# 林氏炭黑粉菌
林氏炭黑粉菌（学名：Anthracoidea lindebergiae）是属于黑粉菌目炭黑粉菌科炭黑粉菌属的一种真菌，寄生在嵩草属植物上。该种分布于中国、塔吉克斯坦、挪威、瑞典、俄罗斯、瑞士、加拿大等地。